# Paloma de mis amores
Paloma de mis amores es una película dirigida por Fernando Roldán en 1935. 
Primera película en la que participa como actor el genial cantaor de la época, Pepe Marchena, con la bailarina Ana María y la participación de otro genial del flamenco como fue el tocaor Ramón Montoya. Se rodó el verano de 1935 en la ciudad de Vigo coincidiendo con la muerte de Carlos Gardel.
Su estreno tuvo lugar el 30 de marzo de 1936 en el cine Palacio de la Prensa de Madrid.